# João Carlos Batista Pinheiro
João Carlos Batista Pinheiro, né le 13 janvier 1932 à Campos dos Goytacazes dans l'État de Rio de Janeiro et mort le 30 août 2011 à Rio de Janeiro, est un joueur et entraîneur de football international brésilien, qui évoluait au poste de défenseur.
Il est connu pour être le joueur ayant disputé le plus de matchs dans l'histoire du Fluminense, avec 605 matchs au total.

## Palmarès
- Fluminense
  - Campeonato Carioca : 1951, 1959[1],[2]
  - Copa Rio : 1952[1],[2]
  - Torneio Rio-São Paulo : 1957, 1960[1],[2]
- Brésil
  - Championnat panaméricain de football : 1952[2]
  - Coupe Bernardo O'Higgins : 1955[2]